# Kyllinga coriacea
Kyllinga coriacea är en halvgräsart som beskrevs av Henri Chermezon. Kyllinga coriacea ingår i släktet Kyllinga och familjen halvgräs. Inga underarter finns listade i Catalogue of Life.